# David Hume
David Hume (Edimburgo, 7 maggio 1711 – Edimburgo, 25 agosto 1776) è stato un filosofo scozzese.
È considerato il terzo e forse il più radicale dei British Empiricists ("empiristi britannici"), dopo l'inglese John Locke e l'anglo-irlandese George Berkeley.

## Biografia
David Hume, figlio dell'avvocato Joseph Home di Chirnside e di Katherine Falconer, figlia del presidente del collegio di giustizia, nacque terzogenito in un palazzo sul lato nord del Lawnmarket a Edimburgo. Pur se di origini nobili la sua famiglia non era molto ricca, e a lui venne affidata una porzione esigua del loro patrimonio. Modificò il suo cognome da Home a Hume nel 1734, per mantenere meglio la pronuncia scozzese anche in Inghilterra.

### Istruzione
Hume frequentò dal 1731 l'Università di Edimburgo. Sebbene inizialmente avesse preso in considerazione una carriera nell'ambito della giurisprudenza come auspicato dai suoi genitori, si ritrovò ad avere, secondo le sue parole, «un'insormontabile avversione a ogni cosa fuorché alle ricerche della Filosofia e della Cultura generale». Decise quindi di coltivare studi classici. Nutrì scarso rispetto per i professori ed era molto insoddisfatto delle dottrine filosofiche del suo tempo, nel 1735 diceva a un amico: «da un professore non c'è da imparare nulla che non si possa trovare nei libri».
Hume fece una scoperta filosofica che gli aprì «... un nuovo contesto del pensiero», che lo ispirò «... a rigettare ogni altro piacere o affare per applicarsi completamente ad esso». Il filosofo non rivelò cosa fosse questo "contesto" e i commentatori hanno proposto una serie di congetture al riguardo. A causa di questa ispirazione, Hume si avviò a dedicare almeno dieci anni a leggere e a scrivere.

### Carriera
I suoi debutti come avvocato a Bristol non andarono a buon fine e ben presto scelse di trasferirsi in Francia, a La Flèche, dove restò tre anni, dal 1734 al 1737, e dove scrisse la sua opera più importante, il Trattato sulla natura umana, che fu pubblicato dopo il suo ritorno a Londra, ma senza successo.
Ritornato in Inghilterra, pubblicò nel 1742 la prima parte dei suoi Saggi morali e politici. Quest'opera ricevette un'accoglienza più favorevole sia tra il pubblico sia tra gli intellettuali, ma non fu sufficiente per ottenere una cattedra di filosofia presso l'università di Edimburgo e nemmeno presso quella di Glasgow: probabilmente la sua nomea di ateo e la strenua opposizione del suo più forte critico Thomas Reid furono all'origine di questa mancata nomina. Ritornò quindi sul continente e, tra il 1745 e 1748, ottenne vari incarichi politici, recandosi fra l'altro alle corti di Vienna e Torino.
Nel 1748 pubblicò a Londra la Ricerca sull'intelletto umano. Nel 1752 ebbe un posto di bibliotecario alla facoltà di diritto di Edimburgo, impiego che gli lasciò molto tempo a disposizione per riflettere, indagare e scrivere: sono di questi anni la Storia d'Inghilterra, da Giulio Cesare fino all'ascesa di Enrico VII, e la Ricerca sui princìpi della morale. Nel 1757 pubblicò la Storia naturale della religione; un altro scritto su questo stesso tema, per molti il suo capolavoro stilistico, è Dialoghi sulla religione naturale, pubblicato postumo nel 1779. In quest'ultima opera, scritta tra il 1749 e il 1751, critica tutte le prove che dimostrano l'esistenza di Dio.
Nel 1763 divenne segretario dell'ambasciatore d'Inghilterra a Parigi, città nella quale rimase fino al 1766. Qui ebbe l'opportunità di frequentare gli ambienti illuministi e conoscere il filosofo Jean-Jacques Rousseau, nonché essere ospite del barone Paul Henri Thiry d'Holbach all'epoca impegnato nella sua accanita battaglia antireligiosa. Tornato in Inghilterra, decise di ospitare Rousseau, frequentazione che però finì con una clamorosa rottura per incompatibilità di carattere e per il patologico delirio di persecuzione da cui era afflitto l'autore dell'Emilio. Oramai ricco, terminò la sua esistenza a Edimburgo il 25 agosto 1776, morendo per un tumore intestinale.

## Opere di Hume

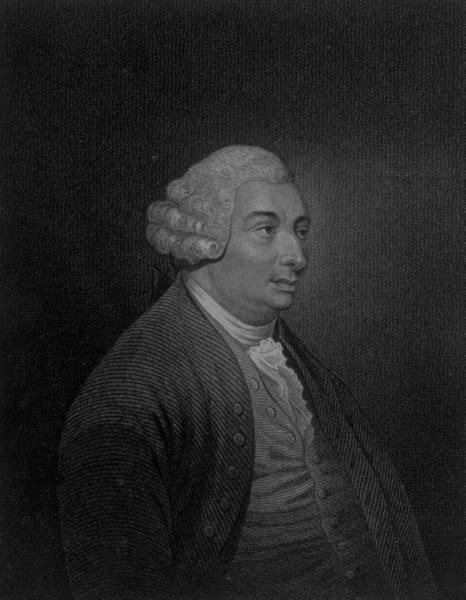
Ritratto di David Hume da Storia d'Inghilterra

Tutte le opere filosofiche qui sotto elencate sono state pubblicate in traduzione italiana nei due volumi delle Opere filosofiche, a cura di Eugenio Lecaldano ed Enrico Mistretta, Laterza, Bari 1971.
- 1739 e 1740 - Trattato sulla natura umana. Titolo originale completo: A Treatise of Human Nature: Being an Attempt to introduce the experimental Method of Reasoning into Moral Subjects
  - libro primo: Of the Understanding (1739)
  - libro secondo: Of the Passions (1739)
  - libro terzo: Of Morals (1740)
- 1740 - Estratto di un Trattato della Natura Umana
- 1741 e 1742 - Essays Moral and Political
- 1748 - Ricerca sull'intelletto umano. Titolo originale: An Enquiry Concerning Human Understanding
- 1751 - Ricerca sui principi della morale. Titolo originale: An Enquiry Concerning the Principles of Morals
- 1752 - Discorsi politici. Titolo originale: Political Discourses
- 1753 - Saggi e trattati su diversi temi. Titolo originale: Essays and Treatises on several Subjects (Raccolta in quattro volumi di tutti i suoi precedenti scritti ad esclusione del Trattato sulla natura umana)
- dal 1754 al 1761 - Storia d'Inghilterra.[12] Titolo originale: History of England
- 1757 - Le Quattro Dissertazioni, su Cinque che avrebbero dovuto essere pubblicate (Storia naturale della religione; Sulle passioni; Sulla tragedia; Sull'immortalità dell'anima; Sul suicidio; sono espunti gli ultimi due saggi e sostituiti con Lo standard del gusto)
- 1779 (postumo) - Dialoghi sulla religione naturale. Titolo originale: Dialogues Concerning Natural Religion

## Il pensiero

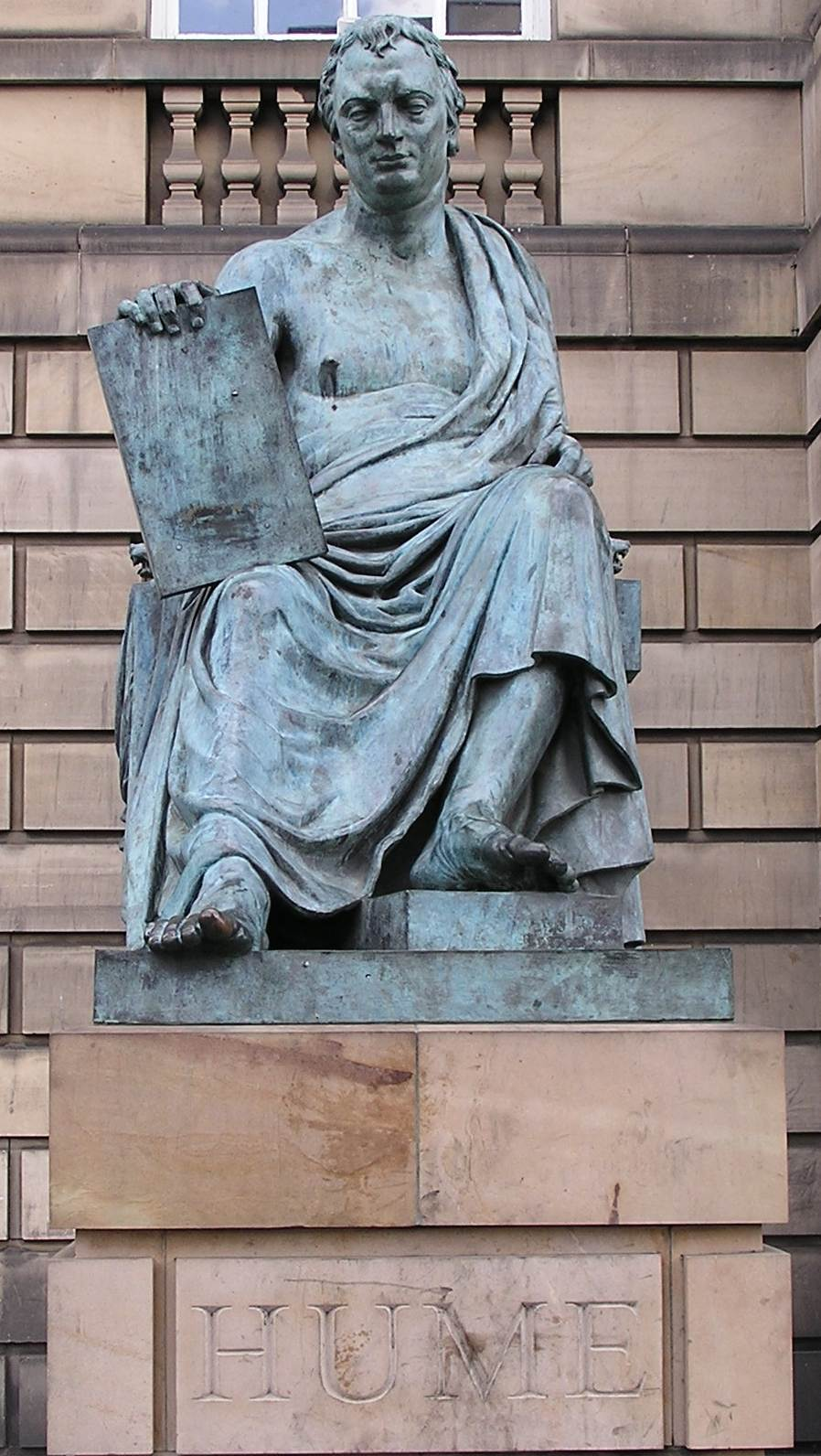
Statua di David Hume a Edimburgo

La filosofia di Hume è spesso definita come uno scetticismo radicale dal punto di vista teorico e moderato dal punto di vista pratico. Il suo pensiero può inoltre essere inscritto all'interno del naturalismo. Gli studi su Hume hanno spesso oscillato nel dare più importanza alla componente scettica (evidenziata dai positivisti logici) e coloro che hanno dato risalto al lato naturalista. Quel che è certo è che ebbe una decisiva influenza sullo sviluppo della scienza e della filosofia moderna.
Il suo pensiero, nato sotto la luce delle correnti illuministiche del XVIII secolo, mirava a realizzare una "scienza della natura umana" dotata di quella stessa certezza e organizzazione matematica che Newton aveva utilizzato per la fisica, in cui compie un'analisi sistematica delle varie dimensioni della natura umana, considerata la base delle altre scienze. Con Hume la revisione critica dei sistemi di idee della tradizione giunge ad una svolta radicale. Egli delinea un "modello empirista di conoscenza" che si rivelerà critico verso l'illuministica fede nella ragione. Ne discende che Hume sia oggi considerato uno dei più importanti teorici del liberalismo moderno.

### I limiti del pensiero umano
Esistono, per Hume, due tipi di filosofia, una facile e ovvia, l'altra difficile e astrusa. Quella ovvia è esortativa, precettista, consolatoria e alla fine risulta fin troppo banale, l'altra è astratta, decisamente inservibile per la vita, perché orientata all'esaltazione di dispute interminabili; e spesso scade in una forma di "malattia metafisica" o sapere astratto perché pretende di conoscere l'inconoscibile. Hume raccomanda di superare ambedue queste forme del filosofare. Appare a lui evidente, come in una forma di intuizione, la possibilità di una "nuova strada" del sapere: fondare una "scienza esatta della natura umana".

La straordinaria intuizione lo sprona a scrivere la sua opera principale Trattato sulla natura umana con il significativo sottotitolo Un tentativo di introdurre il metodo sperimentale di ragionamento negli argomenti morali. È evidente che Hume è seguace di quel sapere baconiano inglese a cui si erano ispirati Locke e Newton e che non era stato del tutto estraneo alle grandi rivoluzioni politiche ed economiche che l'Inghilterra stava attuando. Bisogna che il metodo sperimentale non si adoperi solo per studiare i cieli o la realtà fisica, ma serva per comprendere meglio l'essere umano e la sua natura. Si amplia così quel gruppo di giovani inglesi che ormai credono ad "una nuova filosofia" (Locke, Shaftesbury, Hutcheson, lo stesso Berkeley), che, pur nella diversità di impostazione, vogliono fondare il loro sapere sull'esperienza e non sulle idee innate (aprioristiche deduzioni cartesiane). Tutto lo studio dell'uomo dovrà partire dall'osservazione concreta della sua natura, dall'analisi del sentimento più che della ragione e anche le valutazioni morali dovranno essere fondate su motivazioni naturalistiche più che su astratte idealità giusnaturaliste o religiose. Hume è in disaccordo dunque, con alcune teorie di Locke.

### La critica del concetto di causalità
Ogni qualvolta si assiste a due eventi in rapida successione, capita spesso di pensare che ci debba essere una qualche connessione fra i due eventi, e in particolar modo, che l'evento che viene cronologicamente per primo "produca" il successivo e che quindi l'evento A sia la causa dell'evento B. Hume rifiuta però questo punto di vista: infatti egli si domanda con quale procedimento e su quali basi si può desumere B dato l'evento A.
Sul principio di causalità si basavano tutti quei procedimenti di "previsione" con cui ad un evento se ne fa seguire un altro teoricamente collegato al precedente. L'esempio famoso di Hume è quello della palla da biliardo lanciata contro un'altra: per qualunque osservatore apparirà sempre prima una palla che si scontra con un'altra e poi il mettersi in moto di quest'ultima. Così facendo tutti gli osservatori, dopo qualche lancio, potranno affermare che la seconda palla si muoverà vedendo soltanto la prima palla che viene lanciata verso di essa.
Hume tentò di capire quale fosse il ragionamento che ci fa prevedere il moto di B conoscendo soltanto quello di A. Escluse subito un ragionamento a priori, ovvero un'inferenza necessaria che ad A fa seguire necessariamente B, in quanto fra due eventi è impossibile ricavare una qualsiasi relazione necessaria. Ma non si può pensare nemmeno a un discorso empiristico, in quanto, come ragionamento a posteriori, può essere effettuato solo successivamente ai due eventi. E anche in questo caso non ci possono essere prove che confermino che B sia la conseguenza di A in quanto il rapporto fra A e B è di consequenzialità e non di produzione, cioè si può affermare in base all'esperienza solo che A precede B e che A è molto vicino a B ma non si può dedurre niente che leghi indiscutibilmente l'evento A a quello B. Con Hume la ragione scopre di non poter dimostrare con necessità la connessione delle cose ma di poterla soltanto asserire per mezzo dell'immaginazione.
Il fatto insomma che ad un evento A segua da milioni di anni un evento B non può darci la certezza assoluta che ad A segua sempre B e nulla ci impedisce di pensare che un giorno le cose andranno diversamente e, per esempio, a B segua A. Per ovviare a ciò ci vorrebbe un principio di uniformità della natura che si incarichi di mantenere costanti in eterno le leggi della natura, cosa che per Hume non è né intuibile né dimostrabile.

### La critica dell'abito o credenza
L'uomo è portato a pensare agli eventi passati come a una guida per fare previsioni sugli eventi futuri. Per esempio, le leggi fisiche che guidano il moto dei pianeti lungo le loro orbite funzionano ottimamente per descrivere i comportamenti passati e così pensiamo che prevedano altrettanto bene anche quelli futuri. Hume mostra che è problematico trovare un fondamento per questo tipo di credenze; vi erano due posizioni principali al riguardo:
1. la prima proponeva una necessità logica: il futuro deve necessariamente ricalcare il passato, altrimenti tutta la scienza e la fisica perderebbero di valore. Ma Hume dimostrò che è altrettanto logicamente corretto presupporre un universo in cui le leggi fisiche passate non coincidano con quelle presenti e che non siano uniformi in ogni zona dello spazio. Non c'era nulla che rendesse questo principio logicamente necessario;
2. la seconda giustificazione si agganciava solamente all'uniformità con il passato: una legge che funzionava nel passato continua a funzionare ancora oggi. Hume però usando un ragionamento ricorsivo dimostrò che questa giustificazione necessitava di ricorrere a sé stessa per essere dimostrata. Ancora una volta la tesi crollava.

Il problema è ancora aperto tutt'oggi. Hume credeva che questa idea fosse radicata nell'istinto umano e che sarebbe stato impossibile eliminarla dalla mente umana. Questo abito mentale è però necessario perché le scienze (e in particolar modo la fisica) continuino ad evolversi.

### La critica della sostanza corporea e psichica
Come già per Locke, anche per Hume la sostanza non era altro che una "collezione di qualità particolari" ovvero un insieme di stimoli e di sensazioni empiriche provenienti dall'esterno cementate dal nostro intelletto fino a creare un'idea di ciò che stiamo analizzando, creandoci l'impressione che ciò esista anche nel momento in cui noi non lo percepiamo.
Secondo Hume, nel Trattato, la nostra credenza nella sostanza è il risultato di un errore o di un'illusione.
"Quando si segue gradualmente un oggetto nei suoi mutamenti successivi, il regolare andamento del pensiero ci fa attribuire un'identità a tale successione... Quando si confronta la sua situazione dopo un cambiamento considerevole, l'andamento del pensiero si interrompe; e di conseguenza ci viene presentata l'idea della diversità: per conciliare tali contraddizioni, l'immaginazione è atta a fingere qualcosa di sconosciuto e invisibile, che suppone continui lo stesso sotto tutte queste variazioni; e questo qualcosa di inintelligibile lo chiama sostanza, o materia originaria e prima. (1978: 220)
L'obiettivo di Hume è qualsiasi resoconto che postula un "qualcosa" di unificante che sta alla base del cambiamento, che si tratti di un substrato privo di carattere, di una forma sostanziale o (sebbene questo non sia esplicitamente menzionato) qualcosa come la "vita continua" che Locke vede come tramandata nel vivere le cose. Il punto cruciale è che una successione di cose molto simili non costituisce la continuazione reale di nulla, solo l'illusione della continuazione reale.
Quindi il trattamento della sostanza da parte di Hume è come il trattamento della causalità, in quanto vede entrambi come la proiezione nel mondo di una tendenza delle nostre menti a passare da una cosa all'altra o di associarle in qualche modo.
A differenza di Locke, nel suo iter filosofico Hume fece rientrare in questo ragionamento anche l'"io". Egli cercava infatti di scoprire quale fosse quell'elemento che ci fa essere noi stessi quando tutto il nostro corpo cambia incessantemente giorno dopo giorno.
Ne concluse che anche la sostanza dell'"io" era soltanto un amalgama di sensazioni. Infatti, ogni volta che ci addentriamo nel nostro io, incontriamo sempre una qualche particolare sensazione (piacere, dolore, caldo, freddo) e se riuscissimo ad eliminare ogni singola sensazione, del nostro io non resterebbe nulla.
Grazie a questo ragionamento Hume affermò anche l'inutilità del tentare di inferire dalla percezione dell'apparente identità personale, l'immortalità dell'anima, in quanto del nostro io possiamo parlare soltanto in presenza di sensazioni.

### Lo scetticismo di Hume
Hume stesso si definiva scettico ma non pirroniano. Ma è uno scetticismo diverso rispetto a quello tradizionale: è assente infatti la sospensione del giudizio. Quella di Hume è più un'analisi razionale di ciò che la ragione può sapere, dei limiti in cui le pretese della ragione devono confinarsi: la ragione quindi diventa allo stesso tempo imputato, giudice e giuria. Lo scetticismo di Hume consiste nel considerare la conoscenza come un qualcosa di soltanto probabile e non certo, benché provenga dall'esperienza, che il filosofo riteneva essere l'unica fonte della conoscenza.
Così, sebbene gran parte della conoscenza fenomenica si riduca soltanto ad una conoscenza probabile, Hume inserisce anche un campo di conoscenze certe, ovvero quelle matematiche, che sono indipendenti da ciò che realmente esiste e frutto soltanto di processi mentali.
Hume solca quindi soltanto dei confini alle pretese della ragione, sebbene molto drastici: il principio di causalità, l'esistenza del mondo esterno a noi, l'io e molti altri aspetti del mondo che fino a quel momento parevano ovvi e scontati vengono declassati a semplici "abitudini" e "credenze". Abitudini necessarie però alla vita umana.
Queste teorie verranno da lì a breve riprese e sviluppate dal filosofo tedesco Immanuel Kant, che scrisse: "Lo confesso francamente: l’avvertimento di David Hume fu proprio quello che, molti anni or sono, primo mi svegliò dal sonno dogmatico e dette un tutt’altro indirizzo alle mie ricerche nel campo della filosofia speculativa".  Secondo l'opinione di Bertrand Russell, Kant non ha assimilato gli argomenti di Hume, e la filosofia di Kant rappresenta un tipo di razionalismo pre-humiano (questa opinione, dichiaratamente controcorrente, è stata espressa da Russell nella sua Storia della filosofia occidentale nel capitolo su Hume). Nella seconda metà del Novecento questa tesi di Bertrand Russell fu soprattutto osteggiata da uno dei maggiori rappresentanti della filosofia analitica: Peter Frederick Strawson.

### Morale e motivazione
In linea con il suo attacco al ruolo che la ragione si era creata negli ultimi anni, Hume asserisce che anche la morale esce al di fuori del campo di giudizio della ragione. La morale è, come dirà lui stesso, una "questione di fatto, non di scienza astratta" e quindi inconoscibile nella sua essenza dalla ragione e, inoltre, segue percorsi autonomi dalla ragione.
La critica più alta che muove alla morale è quella di essere condizionata da eventi esterni che cercherebbero di dire aprioristicamente cosa sia giusto e cosa sia sbagliato (la religione è una di queste influenze): la bontà di un'azione è (e deve essere) del tutto indipendente dalla promessa di un premio e dal timore di una pena.
La morale si sviluppa grazie ad un altro sentimento, quello della simpatia, grazie al quale ci sentiamo vicini ai nostri simili e ne condividiamo felicità e infelicità.

### Libero arbitrioe determinismo
Come tutti, anche Hume notò l'evidente conflitto fra determinismo e libero arbitrio, ovvero: se le tue azioni sono determinate già da miliardi di anni come è possibile essere liberi di scegliere? Ma non si fermò qui, Hume trovò un altro conflitto che avrebbe portato il problema ad uno sbocco paradossale: il libero arbitrio è incompatibile con l'indeterminismo.
Se le tue azioni non fossero determinate dagli eventi passati, allora esse sarebbero completamente casuali e quindi scollegate dal tuo carattere, i tuoi desideri, preferenze, valori, ecc. E allora come si potrebbe essere responsabili di azioni che non dipendono dal nostro carattere? E come si potrebbe ritenere qualcuno responsabile delle proprie azioni che, come abbiamo già detto, sono aleatorie?
Il libero arbitrio, quindi, è inconsistente sia con il determinismo sia con l'indeterminismo. Hume, evidenziando questo problema, sostiene tuttavia la compatibilità tra la libertà umana e il determinismo. Anche in presenza di leggi causali, l'uomo ha una qualche forma di libertà. Anzi, egli sostiene che la necessità sia fondamentale perché altrimenti nulla sarebbe determinato e l'uomo sarebbe immerso nel caso, in balia degli eventi.

### Il conflitto fraessereedover essere
Hume notò, in un piccolo paragrafo del Trattato sulla natura umana, che molti scrittori parlavano spesso di cosa dovrebbe essere al posto di cosa è. Ma fra la proposizione descrittiva essere e quella prescrittiva dover essere esiste una sostanziale differenza strutturale che pone un problema di metodo. Hume concluse l'impossibilità di tale derivazione, mettendo in guardia gli scrittori da tali facili sostituzioni.

### La ragione schiava delle passioni
Nella filosofia di Hume la questione del posto della ragione nella vita morale si presenta prevalentemente come parte di una ricerca più ampia su quali sono le motivazioni delle azioni umani. Hume affronta dunque più un problema di ordine antropologico, o se si vuole genericamente psicologico, alla luce del suo progetto complessivo di elaborazione di una teoria sistematica della natura umana. Il contesto problematico generale all'interno del quale si svolge la riflessione di Hume su ragione e morale è quello della possibilità di ricostruire le azioni umane come frutto ed esito più o meno esclusivo di decisioni razionali. Sono presenti con estrema chiarezza entrambe le linee del paradigma non razionalistico di spiegazione dell'azione sociale. Ovvero c’è, da una parte, il rifiuto di considerare come adeguata un'analisi in chiave di “costruttivismo razionalistico” e c'è anche la tesi che equilibri intersoggettivi nelle azioni umane sono ottenuti non già per influsso della ragione, ma piuttosto attraverso un bilanciamento delle passioni. Il razionalismo che Hume attaccava era quello incisivo ed influente collegato con la svolta del pensiero moderno e che ad esempio era rintracciabile alla radice dei grandi sistemi razionalisti, da Cartesio a Hobbes, da Spinoza a Locke. Da questa ottica emerge più chiaramente lo sforzo di Hume di elaborare un'etica “convenzionalistica” e “naturalistica” alternativa al contrattualismo Hobbesiano.
“Non parliamo né con rigore né filosoficamente quando parliamo di lotta tra la passione e la ragione. La ragione è, e deve essere, schiava delle passioni e non può rivendicare in nessun caso una funzione diversa da quella di servire e obbedire ad esse”
È appunto tenendo conto della conclusione avanzata nel passo appena citato, chiamato anche passo sulla schiavitù (slave-passage), che va avviata una ricostruzione della concezione Humiana del ruolo della ragione nelle azioni umane. In particolare, andrà precisato che cosa Hume intenda per “ragione”.

Alcuni studiosi sono giunti a distinguere addirittura sette differenti sensi principali in cui Hume usa il termine “ragione”. Possiamo cercare di semplificare riconducendo gli usi Humiani di ragione ad almeno due sensi sostanzialmente diversi. In primo luogo, Hume intende con ragione un impasto della ragione cartesiana, della ragione analitica Hobbesiana e della ragione Lockiana, che coglie sperimentalmente l'accordo tra le idee. La ragione è in questo senso il complesso delle capacità intellettuali dell'uomo per le quali la verità o la certezza si presentano come conclusioni raggiunte o sulla base di un ragionamento analitico o sulla base dell'esperienza sensibile. È chiaro che nel Trattato Hume tende a minimizzare la portata di questa ragione anche sul piano che le è proprio della conoscenza intellettuale. Se ciò che cerchiamo sono dimostrazioni o conclusioni universali e definitivamente provate dall'esperienza, allora la ragione così intesa risulta del tutto incapace di dare queste garanzie ed inoltre incapace di fondare, giustificare e persino spiegare una qualsiasi credenza, anche la più naturale ed elementare. Hume mostra come, affidandoci alla ragione, non riusciremmo neanche a risolvere una questione così semplice quale quella dello spiegare le credenze che ci spingono a fare le solite operazioni cui ricorriamo ogni mattina per riscaldare il latte della colazione. La ragione è incapace di garantirci che la regolarità che ieri ha permesso di riscaldare il latte sul fuoco possa valere anche oggi e domani. Vi è però nel Trattato un altro significato di “ragione”. Hume sottolinea dunque che di ragione si può parlare non solo per riferirsi ad un'operazione analitica o a qualche percezione empirica, ma anche ad una sorta di istinto o addirittura proprio ad una passione. Proprio perciò sul piano esplicativo e positivo Hume propone: “a ben considerare, la ragione non è altro che un meraviglioso e intellegibile istinto delle nostre anime”. Dunque, la ragione viene ad essere essa stessa un istinto che gli uomini trovano formato e consolidato nella loro natura, in forza dell'accumulazione dell'esperienze e del formarsi di abitudini. Ed aggiunge:
“nessuna verità sembra a me più evidente di quella che le bestie sono dotate di pensiero e di ragione al pari degli uomini”.
Più complessa e oscura è l'interpretazione di quei passi in cui Hume sembra proporre l'identificazione della ragione con una “passione calma” e riflessiva. Hume distingue in generale tra le passioni violente e quelle calme, sulla base della loro diversa forza emotiva. In definitiva i razionalisti hanno erroneamente “scambiato per una determinazione della ragione” quelle che sono “tendenze a desideri del tutto calmi” ovvero passioni che provocano nella mente una ben scarsa emozione.
“Con ragione intendiamo affezioni dello stesso tipo [delle passioni], ma tali da agire con maggiore calma e da non provocare alcun disordine nel nostro animo.”
Questo preliminare chiarimento dei diversi significati di ragione in Hume risulta indispensabile prima di passare ad avanzare qualche ipotesi interpretativa sul passo della schiavitù. Interpretiamo ora il senso complessivo della tesi di Hume in questo passo. Quello che rappresenta un problema è spiegare perché Hume non dica solo che la ragione è schiava delle passioni, ma che deve esserlo. Prima di tutto, non sembra possibile accettare l'interpretazione secondo la quale il “deve” in questo passo sia del tutto pleonastico, con cui Hume si limiterebbe solo a ribadire che “non può non essere così”. Se facciamo riferimento al primo dei due significati più generali di ragione che abbiamo in precedenza delineato, ovvero alla ragione come un insieme di osservazioni empiriche e operazioni logico politiche, risulta chiaro che essa è del tutto impotente e incapace di motivare, suggerire o giustificare una qualsiasi azione. Hume intende sostenere proprio che questa ragione deve essere schiava delle passioni, nel senso che non solo lo è di fatto, ma è anche bene che lo sia. Solo in quanto questa ragione è di fatto schiava delle passioni noi possiamo sperare di dare corso anche alle più semplici azioni in cui ci impegniamo nella vita quotidiana. Secondo Hume se aspettassimo di raggiungere una verità o certezza intellettuale prima di muovere un braccio o una gamba, finiremmo nella più completa immobilità e nelle nebbie dello scetticismo. Finiremmo in una posizione di dubbio totale. Proprio perciò Hume ha buon gioco nel mostrare nel Trattato l'assurdità di quello scetticismo totale che gli è stato per lungo tempo attribuito dai filosofi, concludendo che per fortuna
“se la ragione è incapace di dissipare queste nubi, a ciò pensa la natura, la quale [ci] cura e guarisce di questa tristezza e di questo delirio filosofico”.
Per quanto riguarda poi il secondo senso di “ragione” come un istinto o passione calma il deve del “passo sulla schiavitù” sembrerebbe pleonastico: come si può rendere schiava delle passioni ciò che in definitiva non è altro che istinto o passione essa stessa? Probabilmente Hume aveva presente nello scrivere questo passo solo l'altro senso più tradizionale di ragione, oppure possiamo provare a ipotizzare che anche con questo senso di ragione il deve del “passo sulla schiavitù” conservi la sua forza normativa. In questo caso dobbiamo però cambiare piano: laddove, nel primo senso di ragione il piano è quello gnoseologico, in questo caso invece il “passo sulla schiavitù” formulerà una direttiva valida piuttosto sul piano linguistico. Hume in questo caso quando ci dice che “la ragione è e deve essere schiava delle passioni” intende raccomandarci di usare la parola solo in un certo modo, appunto per riferirci o un istinto o una certa passione calma. Fatto sta che le passioni devono avere un dominio sulla ragione non solo perché per motivi psicologici la ragione non può essere una forza motivante per le azioni, ma più in particolare proprio facendo tesoro dei risultati raggiunti nell'elaborazione della “scienza della natura umana”. È proprio questa stessa che ha portato a riconoscere su basi sperimentali che al centro della vita passionale degli uomini si trova un meccanismo che spinge gli individui ad uscire dal cerchio ristretto delle impressioni e delle passioni singole e a cercare di cooperare e di partecipare alle esperienze altrui. Le passioni in unione con il principio di simpatia sono, secondo Hume, proprio ciò che, in quanto nella loro stessa struttura comportano un coinvolgimento emotivo nei confronti della sorte degli altri, garantiscono un'uscita dall'egocentrismo in cui si racchiudono le singole impressioni o percezioni. La sola conoscenza intellettuale di per sé ci porterebbe o all'immobilità o ciechi automatismi. L'intervento delle passioni, la presenza di un lato passionale nella natura umana, che viene ampiamente ricostruita nella sua realtà nella “scienza dell'uomo” presentata nel Trattato, rappresentano così le condizioni stesse per la possibilità di una vita civile. Le passioni che Hobbes aveva considerato ciò che principalmente ci mantiene in una condizione di perenne insicurezza sono invece per Hume proprio il lato della natura umana che ci permette di allontanarci dallo “stato di natura”.

### Filosofia della religione
Hume scrisse la Storia naturale della religione dal 1749 al 1755. Nell'Introduzione, l'autore spiega che il fine dell'opera è trovare i fondamenti della religione nella natura umana. Hume ritiene che il problema dell'origine del sentimento religioso sia più difficile da risolvere visto che a suo dire esistono popoli atei. La religione avrebbe la sua genesi nel sentimento del timore e quindi conseguentemente in una speranza di salvezza dopo la morte, pensata come fenomeno ineluttabile e drammatico, e di esorcizzazione della potenza naturale attraverso l'affidamento al Dio, la cui devozione garantisce che la Natura risulti "benigna" per l'uomo e non più nemica incontrollabile senza un ordine che la razionalizzi.
La forma di religione più primitiva è il politeismo che nasce dall'immaginazione dell'uomo primitivo, che “divinizza” le varie forze della natura, spesso dall'origine ignota, da cui dipende la sua vita e la sua morte. Le sue divinità sono in tutto e per tutto simili agli esseri umani, tranne per l'onnipotenza, limitata però dall'ambito circoscritto su cui la divinità esercita il proprio potere.
Con il progredire della civiltà si afferma il monoteismo. La sua affermazione è diversa nel popolo e nei filosofi: il primo, sconvolto dall'estrema instabilità della sua condizione esistenziale, accorda ad una divinità fra le tante tutte le perfezioni, elevando a sommo e unico Dio, mentre i secondi giungono ad elaborare il concetto di Dio tramite riflessioni filosofiche. Tuttavia questa divinità appare troppo lontana dall'uomo e per ovviare a questo inconveniente vengono create “divinità intermedie” fra l'uomo e Dio.
Hume loda poi la tolleranza delle religioni pagane contrapposta al fanatismo e all'intolleranza violenta dei monoteismi, pur riconoscendo una maggiore solidità dottrinale di quest'ultimo. Inoltre afferma che i monoteismi umiliano l'uomo nella sua dimensione terrena mentre i politeismi esaltano l'aspetto terreno e naturale dell'uomo. Vengono criticate le tesi che vedono ridicolo il paganesimo e si deride il dogma cattolico della presenza reale di Gesù Cristo nell'eucaristia, ritenuto non meno assurdo delle religioni politeiste.
Per Hume la fede è un sentimento irrazionale ed emotivo e non insegna all'uomo a migliorarsi dal punto di vista morale, anzi spesso lo peggiora. L'opera si chiude con queste parole: "Tutto è ignoto: un enigma, un inesplicabile mistero. Dubbio, incertezza, sospensione del giudizio appaiono l'unico risultato della nostra più accurata indagine in proposito. Ma tale è la fragilità della ragione umana, e tale il contagio irresistibile delle opinioni, che non è facile tener fede neppure a questa posizione scettica, se non guardando più lontano e opponendo superstizione a superstizione, in singolar tenzone; intanto, mentre infuria il duello, ripariamoci felicemente nelle regioni della filosofia, oscure ma tranquille".

### Estetica
L'estetica di Hume, che egli chiama "critica", è fondata sul sentimento che permette l'universalizzazione del giudizio estetico, non perché a priori ma a causa della particolare conformazione della natura umana che, in stato di salute, fa sì che le cose che piacciono e quelle che non piacciono siano le stesse per tutti, pur dietro l'apparente discordanza dei gusti. Hume affronta il problema del gusto principalmente nei saggi Sulla regola del gusto, Lo scettico e nell'Appendice alla Ricerca sui principi della morale.